# 1977年のヤクルトスワローズ
1977年のヤクルトスワローズ（1977ねんのヤクルトスワローズ）では、1977年のヤクルトスワローズの動向をまとめる。
この年のヤクルトスワローズは、広岡達朗監督の2年目（途中就任の前年を含む）のシーズンである。

## 概要
就任2年目の広岡監督は、この年の春季キャンプより「麻雀禁止」・「花札禁止」・「禁酒」・「ユニフォーム姿での禁煙」・「練習中の私語は禁止」などと、徹底的な管理を行いそれまでの「ぬるま湯」的なスワローズを一変しようとした。広岡監督の管理野球が吉となり序盤から好成績をあげ、特に若松勉は中盤に巨人の張本勲との猛烈デッドヒートを勝ち抜いて首位打者を獲得、来日2年目のチャーリー・マニエルも巨人の王貞治と本塁打王を争うなど活躍、また投手陣にも鈴木康二朗や会田照夫といった新鋭を起用、その結果、チームは貯金4ながら国鉄時代以来16年ぶりに勝ち越し、最終的に巨人に15ゲーム差をつけられながらも球団初の「2位」に躍進、翌1978年のセ・リーグ初優勝&日本一への基礎が出来上がった。その一方で、鳴り物入りで入団したドラフト1位ルーキー酒井圭一は序盤に一軍入りしたものの活躍せず、また9月3日には鈴木が王貞治に、世界新記録となる「通算本塁打756号」を打たれるという出来事もあった。また1974年に太平洋から移籍し、4年間ヤクルトの主砲として活躍したロジャー・レポーズがこの年をもって退団した。投手陣は鈴木、会田、松岡弘、安田猛の主力組に加え新人梶間健一がローテーション入りし、リリーフには巨人から移籍の倉田誠や井原慎一朗、西井哲夫が控えるなど整備された。

## チーム成績

### レギュラーシーズン
| 1 | 右 | 槌田誠     |
| 2 | 二 | 永尾泰憲   |
| 3 | 中 | 若松勉     |
| 4 | 一 | 大杉勝男   |
| 5 | 左 | ロジャー   |
| 6 | 三 | 船田和英   |
| 7 | 遊 | 水谷新太郎 |
| 8 | 捕 | 大矢明彦   |
| 9 | 投 | 松岡弘     |

| 順位 | 4月終了時 | 4月終了時 | 5月終了時 | 5月終了時 | 6月終了時 | 6月終了時 | 7月終了時 | 7月終了時 | 8月終了時 | 8月終了時 | 9月終了時 | 9月終了時 | 最終成績 | 最終成績 |
| ---- | --------- | --------- | --------- | --------- | --------- | --------- | --------- | --------- | --------- | --------- | --------- | --------- | -------- | -------- |
| 1位  | 巨人      | --        | 巨人      | --        | 巨人      | --        | 巨人      | --        | 巨人      | --        | 巨人      | --        | 巨人     | --       |
| 2位  | 阪神      | 3.5       | 阪神      | 4.5       | ヤクルト  | 5.0       | ヤクルト  | 7.5       | ヤクルト  | 12.0      | ヤクルト  | 13.0      | ヤクルト | 15.0     |
| 3位  | 大洋      | 4.5       | 大洋      | 6.0       | 阪神      | 5.5       | 阪神      | 7.5       | 阪神      | 15.5      | 中日      | 17.5      | 中日     | 15.5     |
| 4位  | ヤクルト  | 4.5       | ヤクルト  | 7.0       | 大洋      | 8.5       | 大洋      | 11.0      | 中日      | 16.0      | 阪神      | 21.0      | 阪神     | 21.0     |
| 5位  | 中日      | 8.5       | 中日      | 9.0       | 中日      | 12.5      | 中日      | 16.0      | 大洋      | 18.0      | 大洋      | 22.0      | 広島     | 25.0     |
| 6位  | 広島      | 9.0       | 広島      | 9.5       | 広島      | 13.5      | 広島      | 18.0      | 広島      | 19.5      | 広島      | 25.5      | 大洋     | 25.5     |

| 順位 | 球団               | 勝 | 敗 | 分 | 勝率 | 差   |
| 1位  | 読売ジャイアンツ   | 80 | 46 | 4  | .635 | 優勝 |
| 2位  | ヤクルトスワローズ | 62 | 58 | 10 | .517 | 15.0 |
| 3位  | 中日ドラゴンズ     | 64 | 61 | 5  | .512 | 15.5 |
| 4位  | 阪神タイガース     | 55 | 63 | 12 | .466 | 21.0 |
| 5位  | 広島東洋カープ     | 51 | 67 | 12 | .432 | 25.0 |
| 6位  | 大洋ホエールズ     | 51 | 68 | 11 | .429 | 25.5 |

## オールスターゲーム1977
| ファン投票 | 若松勉     |        |          |          |
| 監督推薦   | 鈴木康二朗 | 安田猛 | 梶間健一 | 大杉勝男 |

## できごと
- 4月21日 - スーパールーキー酒井圭一、大洋戦（明治神宮野球場）で先発デビュー。6回投げて2失点だが勝ち負けつかず。
- 9月3日 - 巨人戦（後楽園球場）で鈴木康二朗が、王貞治に通算本塁打世界新記録となる756号を打たれる。

## 表彰選手
| リーグ・リーダー | リーグ・リーダー | リーグ・リーダー | リーグ・リーダー |
| 選手名           | タイトル         | 成績             | 回数             |
| ---------------- | ---------------- | ---------------- | ---------------- |
| 若松勉           | 首位打者         | .358             | 5年ぶり2度目     |
| 若松勉           | 最多安打         | 158本            | 初受賞           |

| ベストナイン         | ベストナイン | ベストナイン |
| 選手名               | ポジション   | 回数         |
| -------------------- | ------------ | ------------ |
| 若松勉               | 外野手       | 2年連続5度目 |
| ダイヤモンドグラブ賞 |              |              |
| 選手名               | ポジション   | 回数         |
| 大矢明彦             | 捕手         | 3年連続4度目 |
| 若松勉               | 外野手       | 初受賞       |

## ドラフト
| 順位 | 選手名   | ポジション | 所属           | 結果 |
| ---- | -------- | ---------- | -------------- | ---- |
| 1位  | 柳原隆弘 | 外野手     | 大阪商業大学   | 入団 |
| 2位  | 渋井敬一 | 内野手     | 桐蔭学園高     | 入団 |
| 3位  | 後藤雄一 | 投手       | 相洋高         | 入団 |
| 4位  | 尾花高夫 | 投手       | 新日本製鐵堺   | 入団 |
| 5位  | 鳥原公二 | 投手       | 日立製作所     | 入団 |
| 6位  | 田中毅彦 | 内野手     | 土浦日本大学高 | 入団 |